# Nelson Margetts
Nelson Emery Margetts (Salt Lake City, Utah, 27 de maig de 1879 - San Francisco, Califòrnia, 17 d'abril de 1932) va ser un jugador de polo estatunidenc que va competir a començaments del segle xx.
El 1909 es graduà a l'Escola de Cavalleria de l'Exèrcit dels Estats Units. Entre 1916 i 1917, durant la Primera Guerra Mundial, va servir com a ajudant de camp del general John J. Pershing. El 1918 fou ascendint a coronel d'artilleria.
El 1920 va prendre part en els Jocs Olímpics d'Anvers, on va disputar la competició de polo. En ella guanyà la medalla de bronze formant equip amb Arthur Harris, Terry Allen i John Montgomery.